# Alcalá de Gurrea
Alcalá de Gurrea es un municipio de la provincia de Huesca (España) que pertenece a la comarca de Hoya de Huesca que se sitúa a orillas del río Sotón a 29 km al oeste de Huesca en la carretera A-1207. Agrupa la Colonia de Tormos y Los Agudos. Acceso por la N-123, desviando en Almudévar.
Situado en una colina, constituida por capas yesosas que le dan un color característico al paisaje, desde la cual se pueden observar las llanuras, alternadas con pequeñas colinas, del municipio que se extienden hasta el Pantano de la Sotonera, el cual se encuentra entre este municipio y Montmesa.

## Clima
Las condiciones climáticas de la zona han sido formadas por la influencia del océano Atlántico y del mar Mediterráneo. El clima corresponde al tipo Mediterráneo, seco de inviernos fríos.
Climáticamente, el área de la explotación se localiza en la transición entre clima de la "Tierra Llana" y el ascenso a los Somontanos. Concretamente se trata de clima mediterráneo en su versión continental. Según la clasificación de Allué se enmarca dentro del clima Mesomediterráneo. Al ascender a los Somontanos las condiciones atmosféricas se modifican paulatinamente y el clima responde al de un área de transición entre subhúmedo de la Sierra y el árido de la Depresión central.
Las temperaturas medias anuales oscilan entre los 12 y 14 °C, con inviernos fríos y veranos cálidos pero menos rigurosos que la Cubeta del Ebro, y unas amplitudes térmicas diarias de hasta 15 °C. Las precipitaciones superan los 400 mm. anuales, sobrepasando en años extraordinarios los 700 mm. Lo que no cubre las necesidades hídricas de la zona, que además de las oscilaciones interanuales y mensuales hay que añadir un carácter torrencial de las lluvias. El relieve y las diferentes exposiciones introducen importantes matices diferenciadores que influyen en la localización de los diferentes pisos de vegetación. Esto es debido a la gran variedad geomorfológica que encontramos en la comarca.

## Vegetación y fauna
En lo alto del pueblo existe además un pequeño mirador donde se puede contemplar la estepa de La Violada y una extensa variedad de aves: sisón, ganga, ortega, cogujada, alondra, triguero, calandria, abubilla, etc. La vegetación que predomina es de tipo mediterráneo: tomillo, romero, aliaga, tamariz, etc. Resulta muy característica la presencia de parideras (lugar en el que se guardan los animales y sus crías) repartidas por toda su geografía. Se trata de una zona esteparia en la que, gracias a la introducción de los nuevos regadíos, predomina el cultivo de cereales es un centro de interés para la observación de aves que se adaptan a este medio, esteparias y acuáticas.
A pesar de la aridez, la fauna asociada a la vegetación definida con anterioridad es variada. Las aves, y entre ellas las rapaces son las especies más fácilmente visibles. Destacan los aguiluchos, adaptados a vivir en estepas herbáceas, el cernícalo vulgar, que anida en cualquier parte a escasa altura del suelo, los halcones y los milanos. Se han observado buitres leonados en vuelo. Bajo las piedras se ocultan gran cantidad de invertebrados y micromamíferos, protegiéndose del calor. El zorro, gran depredador , es abundante.

### Localidades limítrofes
Las localidades limítrofes a la población son:
- Almudevar
- Montmesa (límite en zona acuática)
- Valsalada
- Gurrea de Gallego
- Provincia de Zaragoza

## Historia
- En marzo del año 1099, el rey Pedro I de Aragón confirmó al monasterio de Montearagón la iglesia de "Alcalá" (Ubieto Arteta, Colección diplomática de Pedro I, núm. 62, p.298)
- 2 de mayo de 1979, a un avión Phantom de la USAF se le desprende una bomba de carga inerte sobre el Camping de la Sotonera dentro del municipio de Alcalá de Gurrea Noticia prensa (ABC).

## Economía
La agricultura y la ganadería siguen siendo las actividades dominantes, ocupando a más del 40% de la población activa. La importancia del sector primario se deriva de la alta proporción de tierras labradas, que supone más del 50% de la comarca. La diversificación en el uso de la tierra es bastante importante, en gran parte debido a la introducción del regadío. En los últimos tiempos se ha ampliado el campo económico con el polígono agroenergético Saso Verde, donde se han establecido varias empresas de índole medioambiental.

## Administración y política
| Período   | Alcalde                       | Partido |  |
| --------- | ----------------------------- | ------- |  |
| 1979-1983 | José Vitalla Larriba          | PSOE    |  |
| 1983-1987 | José Vitalla Larriba          | PSOE    |  |
| 1987-1991 | Gerardo Gracia Casasín        | PSOE    |  |
| 1991-1995 | José Antonio Aurensanz Atarés | PAR     |  |
| 1995-1999 | José Antonio Aurensanz Atarés | PAR     |  |
| 1999-2003 | Lorenzo Til Orduna            | PAR     |  |
| 2003-2007 | José Vitalla Larriba          | PSOE    |  |
| 2007-2011 | Mercedes Minguijón Pérez      | PAR     |  |
| 2011-2015 | Mercedes Minguijón Pérez      | PAR     |  |
| 2015-2019 | Mercedes Minguijón Pérez      | PAR     |  |
| 2019-     | José Eugenio Marín Atarés     | PSOE    |  |

| Partido político    | Partido político                                   | 2003   | 2007   | 2011   | 2015   | 2019   |
| Partido político    | Partido político                                   | Ediles | Ediles | Ediles | Ediles | Ediles |
|                     | Partido Aragonés (PAR)                             | 3      | 4      | 5      | 3      | 2      |
|                     | Partido de los Socialistas de Aragón (PSOE-Aragón) | 4      | 3      | 2      | 2      | 3      |
|                     | Partido Popular de Aragón (PP)                     | —      | —      | —      | 2      | —      |
| Total de concejales | Total de concejales                                | 7      | 7      | 7      | 7      | 5      |

## Demografía
Alcalá de Gurrea cuenta con una población de 272 habitantes (INE 2024).
| Gráfica de evolución demográfica de Alcalá de Gurrea entre 1842 y 2021                                              |
| |
| Población de derecho según los censos de población del INE Población de hecho según los censos de población del INE |

## Monumentos

### Monumentos religiosos
- Iglesia Parroquial de San Jorge
- Ermita de Nuestra Señora de los Agudos
- Iglesia de San José Obrero

### Monumentos civiles
- Fuente manantial La fontaneta
- Colonia de Tormos (poblado de estilo modernista)
- La atalaya
- Castillo de Tormos (desaparecido)
- Pantano de La Sotonera
- Conjuntos cuevas vivienda
- Fuente manantial Las Pilas

## Cultura
- Tronca de Navidad, el 25 de diciembre.
- Procesión de Las Lágrimas de Nuestra Señora, el día de Jueves Santo. Esta procesión va acompañada por el grupo de matracas y carraclas de Alcalá de Gurrea.
- Jornadas culturales el mes de abril.
- Belén Alcalá de Gurrea, Ruta del Belén de Aragón.

## Gastronomía
Dobladillos de almendras, tortas de caja y tortas de hojas.

## Deportes
U.D. Alcalá de Gurrea. Club de fútbol militando en primera regional, campeón de la Copa Primavera 2002 y 2006.
Club de Montaña Pueyo Aventurero.
A.A.M.D. (Asociación Aragonesa de la Marina Deportiva)."A orilla del pantano"
Federación Aragonesa de Vela (Sotonera Aventura)."A orilla del pantano"

## Fiestas
- día 8 de mayo en honor a la Virgen de Astón.
- día 24 de agosto en honor a San Bartolomé.

## Ocio
- Día de San Jorge, el 23 de abril.
- Cincomarzada, el 5 de marzo.

Fiestas en honor a la Virgen de Astón 8 de mayo
- San Isidro Labrador, el 15 de mayo.

Fiestas en honor de san Bartolomé 24 de agosto